# Ponikve, Sežana
Ponikve (Italijansko Paniqua) so naselje v Občini Sežana. Naselje je razmeroma obnovljeno. Deli se na novi del in na stari del. V starem delu je rojstna hiša pesnika Cirila Zlobca, ki pa ni na ogled. V vasi sta dva kala, ob njej pa jama Draga, v katero naj bi dolgo nazaj poniknila reka, od tu ime vasi. Mimo vasi vodi gozdna pot ki povezuje vasi Kazlje, Dobravlje, Gradnje, Avber in Štanjel. Povsod okoli vasi so vinogradi, večinoma s trto refošk. V kraju in okolici je več turističnih kmetij.

## Zanimivosti
- rojstna hiša Cirila Zlobca
- kraški kamnolomi (jave)
- turistične kmetije